# Grand Prix automobile des Pays-Bas 1960
GP précédent GP suivant
Le Grand Prix des Pays-Bas 1960 (IX Grote Prijs van Nederland), disputé sur le circuit de Zandvoort le 6 juin 1960, est la quatre-vingt-huitième épreuve du championnat du monde de Formule 1 courue depuis 1950 et la quatrième manche du championnat 1960.

## Contexte avant la course

### Le championnat du monde
La saison 1960 de Formule 1, dernière courue sous la réglementation à moteur 2500 cm3 atmosphérique ou 750 cm3 suralimenté, marque la conversion de la plupart des constructeurs de monoplaces au concept du moteur central arrière, dans le sillage de Cooper, qui a tenu le haut du pavé l'année précédente grâce à ses légères et maniables T51, pourtant nettement moins puissantes que les Ferrari. Avec le retour des Grands Prix d'Argentine et de Belgique, le calendrier 1960 comporte dix manches, dont les 500 miles d'Indianapolis, épreuve spécifique disputée sous la réglementation Indycar. 
Principal artisan du succès des Cooper dont il a assuré la mise au point, Jack Brabham a remporté son premier titre de champion du monde, face à Stirling Moss (qui disposait d'un matériel identique au sein d'une écurie privée) et à Tony Brooks, alors fer de lance de la Scuderia Ferrari. Malgré la compétitivité de sa nouvelle Cooper T53, Brabham a manqué de réussite lors des deux premières manches de la saison 1960, soldées par deux abandons, et c'est son jeune coéquipier Bruce McLaren (vainqueur en Argentine et second à Monaco) qui a pris la tête du championnat. Ayant troqué sa Cooper pour la prometteuse Lotus 18, qu'il a imposée en principauté, Moss a confirmé qu'il restait le pilote le plus rapide du plateau et semble en mesure de prendre sa revanche sur la saison passée, où une panne mécanique lors de la dernière épreuve l'avait privé du titre. Ayant trop tardé à adopter la technologie du moteur central arrière, la Scuderia Ferrari ne dispose pas d'une monoplace en mesure de disputer la victoire aux voitures britanniques, ses anciennes Dino à moteur avant n'étant compétitives que sur les circuits très rapides tels Reims ou Monza.

### Le circuit

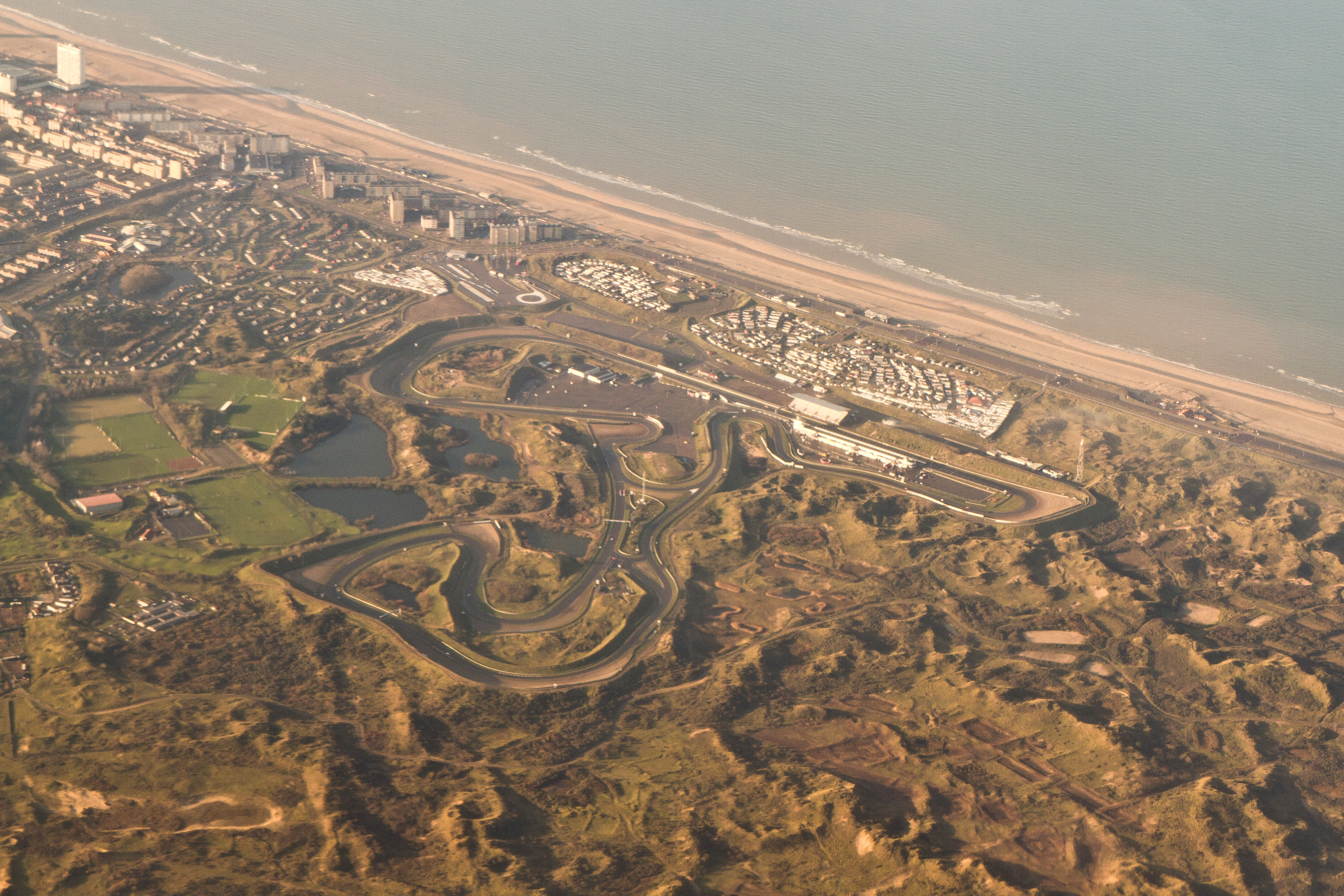
Le circuit de Zandvoort, sur le rivage de la mer du Nord.

Situé en Hollande-Septentrionale, non loin d'Haarlem, le circuit permanent de Zandvoort fut inauguré le 7 août 1948, à l'occasion d'un Grand Prix remporté par le Prince Bira à la moyenne de 117,9 km/h. Tracée dans les dunes longeant la mer et balayée par les vents, la piste se caractérise par la présence quasi permanente de sable, avec des conditions d'adhérence en constante évolution. Le record de la piste est détenu par Stirling Moss, auteur d'un tour à 156,3 km/h de moyenne au volant de sa Cooper en 1959.

## Monoplaces en lice
- Cooper T53 « Usine »

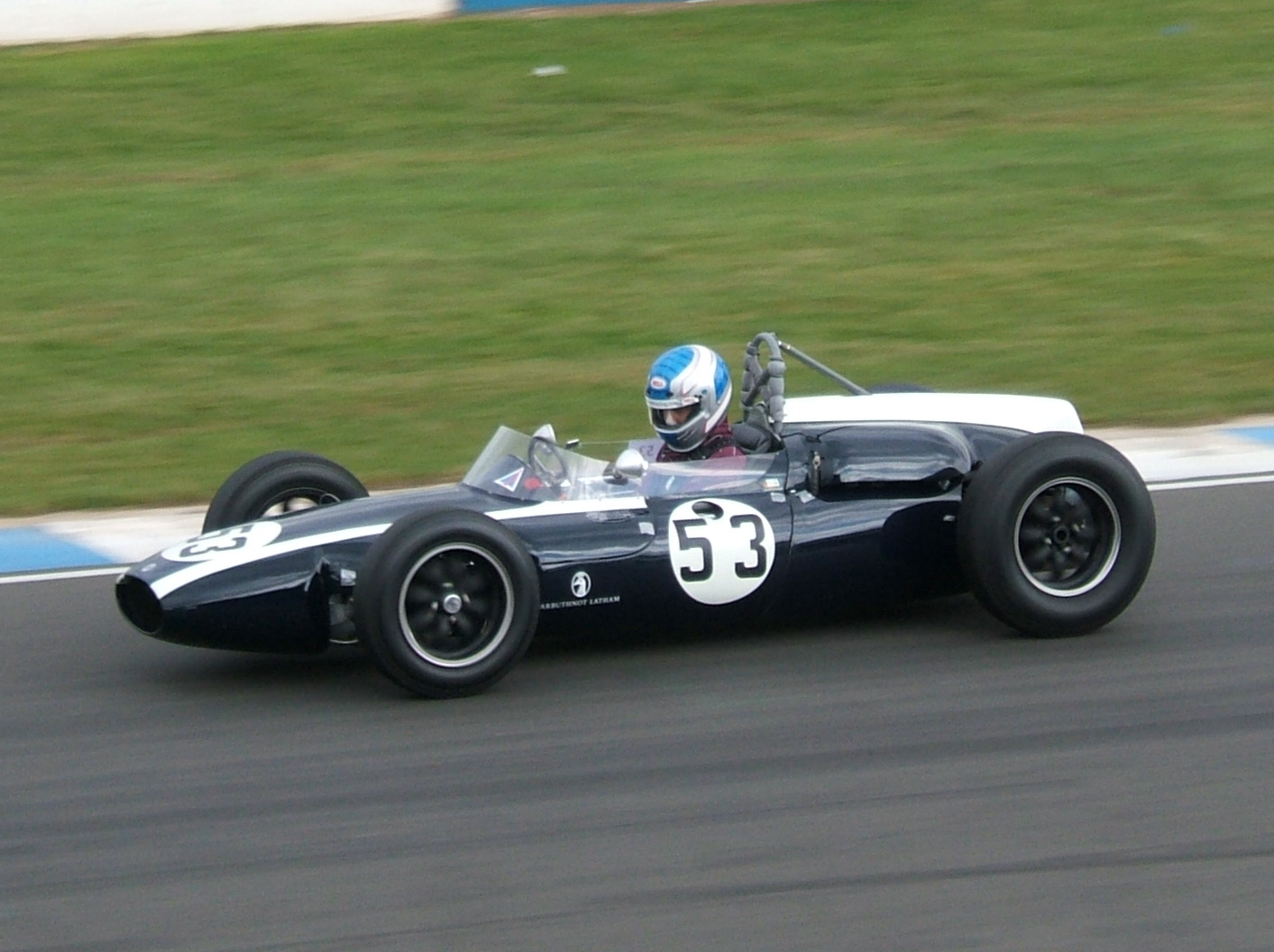
Une Cooper T53 lors d'une course historique.

Comme à Monaco, Jack Brabham et Bruce McLaren disposent de leurs nouvelles T53 à moteur central 4 cylindres Coventry Climax FPF, avec boîte de vitesses à cinq rapports et pont intégré conçue par l'usine mais fabriquée par le sous-traitant Knight. Ces agiles monoplaces de 460 kg se caractérisent par leur comportement survireur, facilement contrôlable grâce à la souplesse de leur moteur. Malgré une puissance relativement modeste (243 chevaux à 6 800 tr/min), leur faible maître-couple leur confère une vitesse de pointe proche de celle des Ferrari, pourtant fortes de 290 chevaux.
- Cooper T51 privées

Championne du monde en 1959, la Cooper T51 est devenue la monoplace la plus convoitée des équipes privées. L'équipe Yeoman Credit, dirigée par Alfred Moss, dispose de deux châssis utilisés par l'usine la saison précédente (485 kg, moteur Climax FPF de 240 chevaux), confiés à Tony Brooks et Chris Bristow. Reg Parnell a engagé un modèle identique pour le jeune espoir Henry Taylor. Contrairement aux écuries britanniques, la Scuderia Centro Sud, dirigée par "Mimmo" Dei, équipe ses T51 d'un moteur quatre cylindres Maserati, développant également 240 chevaux ; deux monoplaces ainsi équipées sont aux mains de Masten Gregory et Maurice Trintignant. Le pilote local Carel Godin de Beaufort a quant à lui engagé sa T51 de formule 2, équipée de la version 1500 cm3 du moteur Climax FPF (141 chevaux à 7300 tr/min).
- Ferrari Dino 246 « Usine »

La Scuderia Ferrari a amené trois Dino 246 à moteur avant, ainsi que sa nouvelle 246P à moteur central arrière, qui a fait ses débuts à Monaco aux mains de Richie Ginther. Cette monoplace expérimentale de 550 kg est en fait une voiture de développement qui servira à l'élaboration de la future formule 1 1500 cm3, la Scuderia sacrifiant en quelque sorte sa saison 1960 au profit de la suivante. Phil Hill et Wolfgang von Trips disposent donc de leurs traditionnelles Dino (environ 600 kg en ordre de marche, moteur V6 développant 290 chevaux), tandis que Ginther, excellent metteur au point aura le choix entre une monoplace classique et le prototype expérimental.
- BRM P48 « Usine »

Comme à Monaco, l'équipe britannique a engagé trois de ses nouveaux modèles P48 (à moteur central arrière) pour Joakim Bonnier, Graham Hill et Dan Gurney. Ces monoplaces de 550 kg utilisent la même mécanique que la précédente P25 (moteur quatre cylindres en ligne, 280 chevaux). Elles ont la particularité d'avoir un système de freinage comportant trois disques, deux à l'avant et seulement un à l'arrière, monté sur l'arbre de transmission.
- Lotus 18 « Usine »

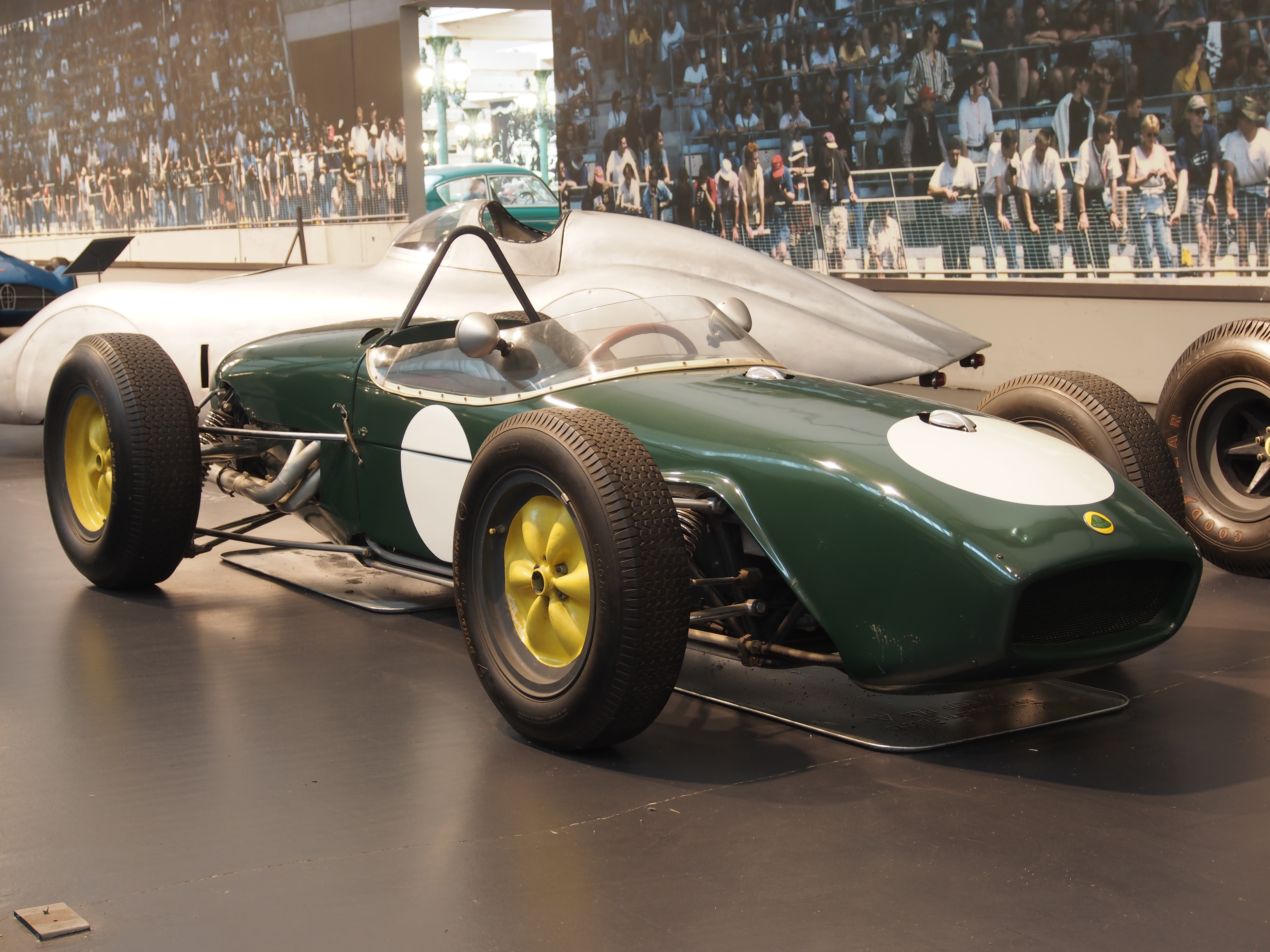
La Lotus 18, plus petite monoplace du plateau.

Élaborée par Colin Chapman, la Lotus 18 est la plus basse (sa hauteur hors tout est de 67 centimètres) et la plus légère (440 kg en ordre de marche) des monoplaces du plateau. Elle est d'ailleurs également utilisée en Formule 2 et en Formule Junior, catégorie dans laquelle elle a fait son apparition en course en décembre 1959. Dans la catégorie reine, elle dispose du même moteur Climax FPF que les Cooper, accouplé à une originale boîte de vitesses séquentielle à cinq rapports, également conçue par Chapman. L'usine aligne trois voitures pour Innes Ireland, Alan Stacey et Jim Clark, qui fait ses débuts en championnat, remplaçant au pied levé John Surtees, retenu par une course motocycliste sur l'Ile de Man. Au côté des trois voitures officielles, Stirling Moss pilote la Lotus 18 du Rob Walker Racing Team, avec laquelle il vient de remporter le Grand Prix de Monaco.
- Aston Martin DBR4 « Usine »

Ayant débuté au cours de la saison 1959 alors que sa conception remontait en 1956, la DBR4/250 fut d'emblée surclassée par ses concurrentes, plus modernes et plus légères. Malgré un allègement du châssis effectué au cours de l'hiver, cette monoplace reste la plus lourde du plateau en 1960, affichant encore plus de 600 kg sur la balance. Son moteur six cylindres délivre 280 chevaux à 8200 tr/min, mais pour des raisons de fiabilité les pilotes ne doivent pas dépasser le régime de 7000 tr/min, d'où une puissance effective limitée à 250 chevaux. Premier pilote de l'équipe, Roy Salvadori aurait dû être épaulé par le prometteur Jim Clark, déjà pilote officiel de la marque en endurance, mais le jeune pilote écossais a finalement opté pour l'équipe Lotus, dont les monoplaces s'avèrent indiscutablement plus performantes. Une seule voiture a donc été engagée à Zandvoort, pour Salvadori.
- Scarab « Usine »

Créée par le pilote constructeur américain Lance Reventlow, la marque américaine a obtenu des résultats encourageants en sport mais ses débuts en formule 1, lors du dernier Grand prix de Monaco, se sont révélés catastrophiques, ni Reventlow ni son compatriote Chuck Daigh n'ayant pu se qualifier. Malgré une préparation très soignée, les Scarab F1 souffrent d'un manque de puissance (seulement 235 chevaux) de leur moteur quatre cylindres à double arbre à cames en tête, alors que ces voitures affichent un handicap de plus de cent kilos face aux Cooper et aux Lotus. Les voitures de Reventlow et Daigh se présentent à Zandvoort dans la même configuration qu'en principauté.

## Coureurs inscrits
| no  | Pilote                  | Écurie                    | Constructeur | Modèle                        | Moteur             | Pneumatiques |
| --- | ----------------------- | ------------------------- | ------------ | ----------------------------- | ------------------ | ------------ |
| 1   | Phil Hill               | Scuderia Ferrari          | Ferrari      | Ferrari Dino 246              | Ferrari V6         | D            |
| 2   | Wolfgang von Trips      | Scuderia Ferrari          | Ferrari      | Ferrari Dino 246              | Ferrari V6         | D            |
| 3 T | Richie Ginther          | Scuderia Ferrari          | Ferrari      | Ferrari Dino 246 Ferrari 246P | Ferrari V6         | D            |
| 4   | Innes Ireland           | Team Lotus                | Lotus        | Lotus 18                      | Coventry Climax L4 | D            |
| 5   | Alan Stacey             | Team Lotus                | Lotus        | Lotus 18                      | Coventry Climax L4 | D            |
| 6   | Jim Clark               | Team Lotus                | Lotus        | Lotus 18                      | Coventry Climax L4 | D            |
| 7   | Stirling Moss           | Rob Walker Racing Team    | Lotus        | Lotus 18                      | Coventry Climax L4 | D            |
| 8   | Chris Bristow           | Yeoman Credit Bank        | Cooper       | Cooper T51                    | Coventry Climax L4 | D            |
| 9   | Tony Brooks             | Yeoman Credit Bank        | Cooper       | Cooper T51                    | Coventry Climax L4 | D            |
| 10  | Henry Taylor            | RHH Parnell               | Cooper       | Cooper T51                    | Coventry Climax L4 | D            |
| 11  | Jack Brabham            | Cooper Car Company        | Cooper       | Cooper T53                    | Coventry Climax L4 | D            |
| 12  | Bruce McLaren           | Cooper Car Company        | Cooper       | Cooper T53                    | Coventry Climax L4 | D            |
| 14  | Joakim Bonnier          | Owen Racing Organisation  | BRM          | BRM P48                       | BRM L4             | D            |
| 15  | Dan Gurney              | Owen Racing Organisation  | BRM          | BRM P48                       | BRM L4             | D            |
| 16  | Graham Hill             | Owen Racing Organisation  | BRM          | BRM P48                       | BRM L4             | D            |
| 17  | Roy Salvadori           | David Brown Corporation   | Aston Martin | Aston Martin DBR4             | Aston Martin L6    | D            |
| 18  | Maurice Trintignant     | Scuderia Centro Sud       | Cooper       | Cooper T51                    | Maserati L4        | D            |
| 19  | Masten Gregory          | Scuderia Centro Sud       | Cooper       | Cooper T51                    | Maserati L4        | D            |
| 20  | Carel Godin de Beaufort | Ecurie Maarsbergen        | Cooper       | Cooper T51 (F2)               | Coventry Climax L4 | D            |
| 21  | Lance Reventlow         | Reventlow Automobiles Inc | Scarab       | Scarab F1                     | Scarab L4          | D            |
| 22  | Chuck Daigh             | Reventlow Automobiles Inc | Scarab       | Scarab F1                     | Scarab L4          | D            |

## Qualifications
Les essais qualificatifs se déroulent le samedi (avec une séance matinale et une l'après-midi) et le dimanche après-midi précédant la course. Contrairement aux années précédentes où la grille de départ était établie dans l'ordre des meilleurs temps sur un tour, sans restriction sur le nombre de participants, les organisateurs ont cette fois choisi de ne retenir que les quinze pilotes les plus rapides, sur la base de leurs trois meilleurs temps, générant un certain mécontentement au sein de certaines équipes.
Le samedi, les conditions de piste sont excellentes et la piste parfaitement sèche. Sur la Lotus de Rob Walker, Stirling Moss améliore d'emblée les temps de référence réalisés l'année précédente et va se montrer de loin le plus rapide tout au long de la journée, accomplissant un tour à près de 161,3 km/h de moyenne. En parallèle, les responsables des écuries ont protesté auprès de la direction de course quant aux modalités des qualifications ; le soir même, les organisateurs acceptent d'étendre la grille à vingt voitures, dans l'ordre des meilleurs temps sur un tour, n’accordant cependant la prime de départ qu'aux quinze premiers.

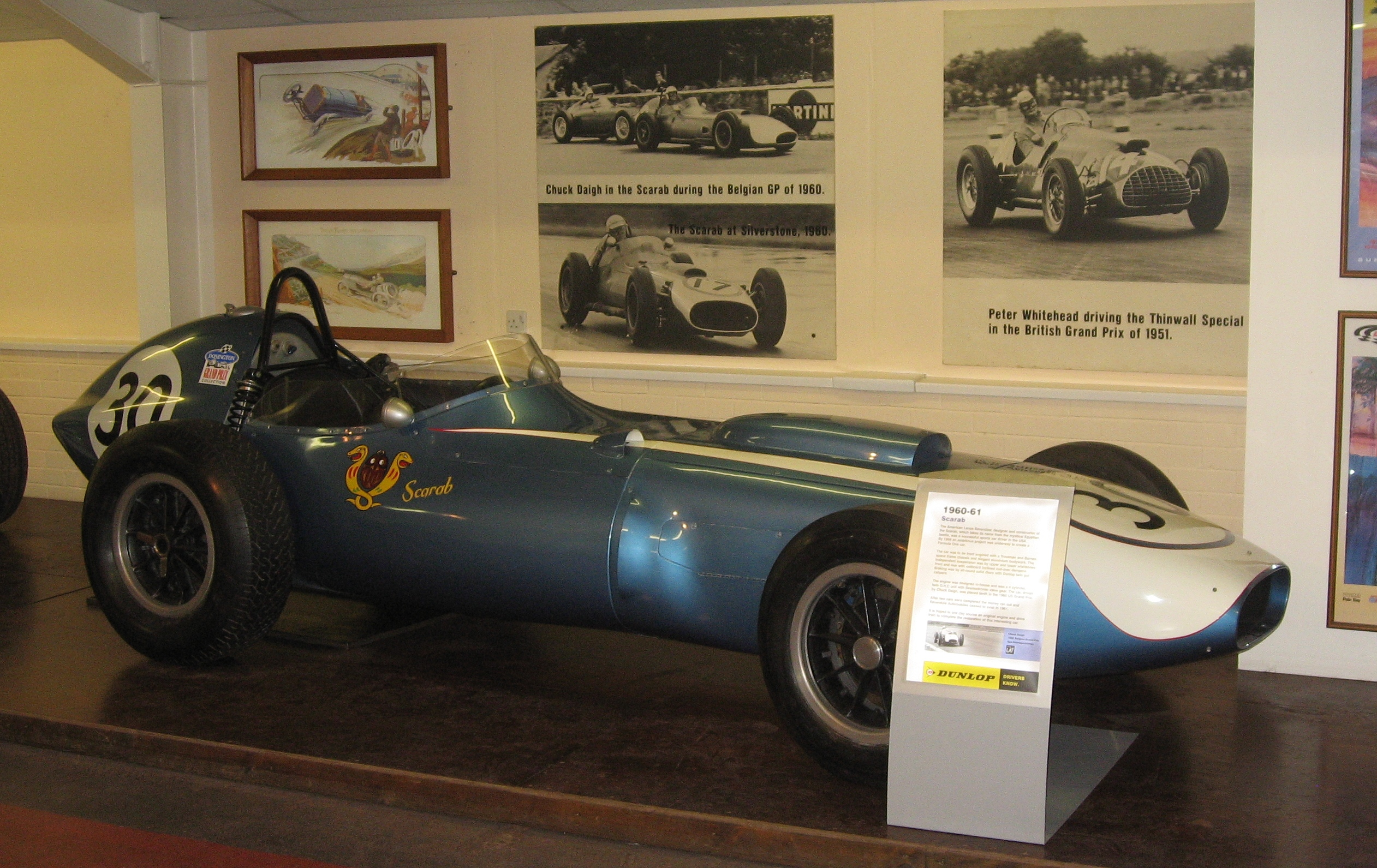
En raison d'un désaccord financier entre leur constructeur Lance Reventlow et les organisateurs, les Scarab F1 ne participeront pas à la course.

Il fait également beau le dimanche après-midi, et le champion du monde en titre, Jack Brabham, se met rapidement en évidence au volant de sa Cooper, tournant sur le même rythme que Moss la veille. Il achève sa série de tours rapides avec un nouveau record officieux à 161,6 km/h de moyenne. Moss reprend la piste en fin de séance et parvient à améliorer de deux dixièmes de secondes le temps de l'Australien, à près de 162 km/h. Il s'élancera donc le lendemain de la pole position, au côté de Brabham et d'Innes Ireland, troisième meilleur temps à une demi-seconde de Brabham, qui complète la première ligne. Les trois pilotes BRM, Joakim Bonnier devançant Graham Hill et Dan Gurney, sont groupés aux quatrième, cinquième et sixième places. Comme prévu, les Ferrari sont très loin, leur meilleur représentant Richie Ginther échouant à plus de trois secondes de Moss, avec le douzième temps, réalisé sur une des monoplaces à moteur avant. Le pilote californien a également effectué quelques tours avec le prototype à moteur arrière, sans résultat probant. Ses coéquipiers Phil Hill et Wolfgang von Trips sont respectivement treizième et seizième, le pilote allemand étant même devancé par la Scarab de l'Américain Chuck Daigh (bénéficiant probablement d'une erreur de chronométrage), pourtant bien loin d'être au point. L'Aston Martin de Roy Salvadori s'est également révélée très décevante, le pilote britannique n'ayant obtenu que le dix-huitième temps, sans réel progrès par rapport à l'année précédente sur ce même circuit.
Le dimanche soir, les équipes les plus mal loties tentent encore de négocier l'octroi d'une prime de départ pour l'ensemble des pilotes qualifiés, sans succès. La Scuderia Centro-Sud obtient cependant à un accord particulier pour son pilote Maurice Trintignant (qualifié dix-neuvième), avec la garantie d'une prime s'il parvient à se placer parmi les dix premiers avant la mi-course. "Mimmo" Dei accepte finalement d'aligner la Cooper du pilote français (qui partira avec un réservoir à moitié vide pour faire bonne figure en début d'épreuve), mais pas celle de Masten Gregory, dix-septième aux essais. Sans accord, Aston Martin n'alignera pas la monoplace de Salvadori et chez Scarab, Lance Reventlow (vingtième et dernier qualifié) n'accepte pas de ne toucher qu'une seule prime de départ (pour Daigh, quinzième) ; le milliardaire américain déclare forfait pour ses deux voitures. Les quatre défections profitent au pilote local Carel Godin de Beaufort, vingt-et-unième et initialement non qualifié sur sa Cooper F2, qui pourra finalement disputer son épreuve nationale en s'élançant de la dernière place.

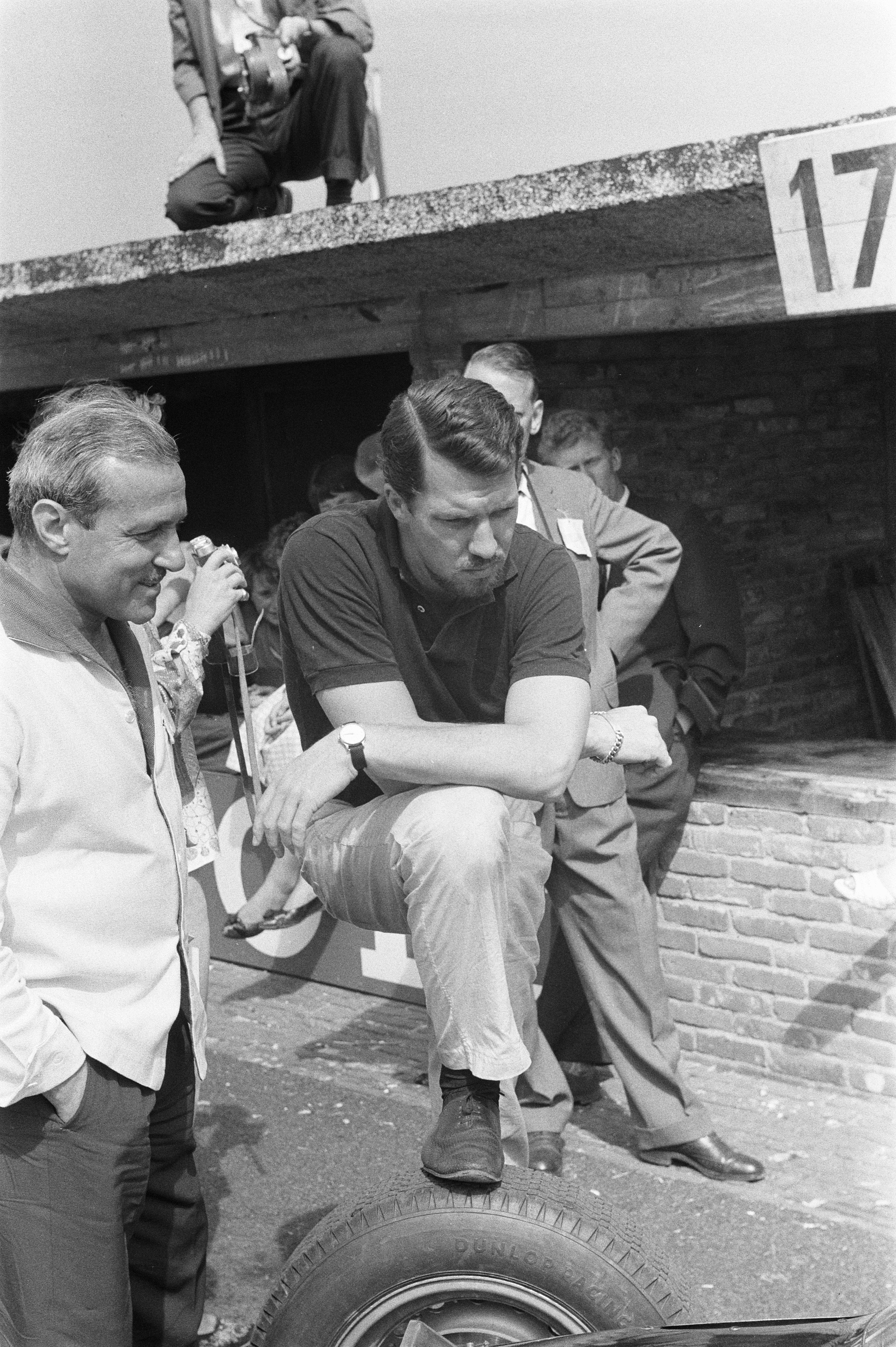
Joakim Bonnier, victorieux à Zandvoort l'année précédente, s'est montré le plus rapide des pilotes BRM.

| Pos. | Pilote                  | Écurie          | Temps        | Écart   |
| ---- | ----------------------- | --------------- | ------------ | ------- |
| 1    | Stirling Moss           | Lotus-Climax    | 1 min 33 s 2 |         |
| 2    | Jack Brabham            | Cooper-Climax   | 1 min 33 s 4 | + 0 s 2 |
| 3    | Innes Ireland           | Lotus-Climax    | 1 min 33 s 9 | + 0 s 7 |
| 4    | Joakim Bonnier          | BRM             | 1 min 34 s 3 | + 1 s 1 |
| 5    | Graham Hill             | BRM             | 1 min 35 s 1 | + 1 s 9 |
| 6    | Dan Gurney              | BRM             | 1 min 35 s 2 | + 2 s 0 |
| 7    | Chris Bristow           | Cooper-Climax   | 1 min 35 s 3 | + 2 s 1 |
| 8    | Alan Stacey             | Lotus-Climax    | 1 min 35 s 4 | + 2 s 2 |
| 9    | Bruce McLaren           | Cooper-Climax   | 1 min 35 s 7 | + 2 s 4 |
| 10   | Tony Brooks             | Cooper-Climax   | 1 min 36 s 0 | + 2 s 8 |
| 11   | Jim Clark               | Lotus-Climax    | 1 min 36 s 3 | + 3 s 1 |
| 12   | Richie Ginther          | Ferrari         | 1 min 36 s 3 | + 3 s 1 |
| 13   | Phil Hill               | Ferrari         | 1 min 36 s 4 | + 3 s 2 |
| 14   | Henry Taylor            | Cooper-Climax   | 1 min 36 s 4 | + 3 s 2 |
| 15   | Chuck Daigh             | Scarab          | 1 min 36 s 6 | + 3 s 2 |
| 16   | Wolfgang von Trips      | Ferrari         | 1 min 36 s 7 | + 3 s 5 |
| 17   | Masten Gregory          | Cooper-Maserati | 1 min 37 s 3 | + 4 s 1 |
| 18   | Roy Salvadori           | Aston Martin    | 1 min 37 s 8 | + 4 s 6 |
| 19   | Maurice Trintignant     | Cooper-Maserati | 1 min 38 s 5 | + 5 s 3 |
| 20   | Lance Reventlow         | Scarab          | 1 min 38 s 8 | + 5 s 6 |
| 21   | Carel Godin de Beaufort | Cooper-Climax   | 1 min 41 s 7 | + 8 s 5 |

## Grille de départ du Grand Prix

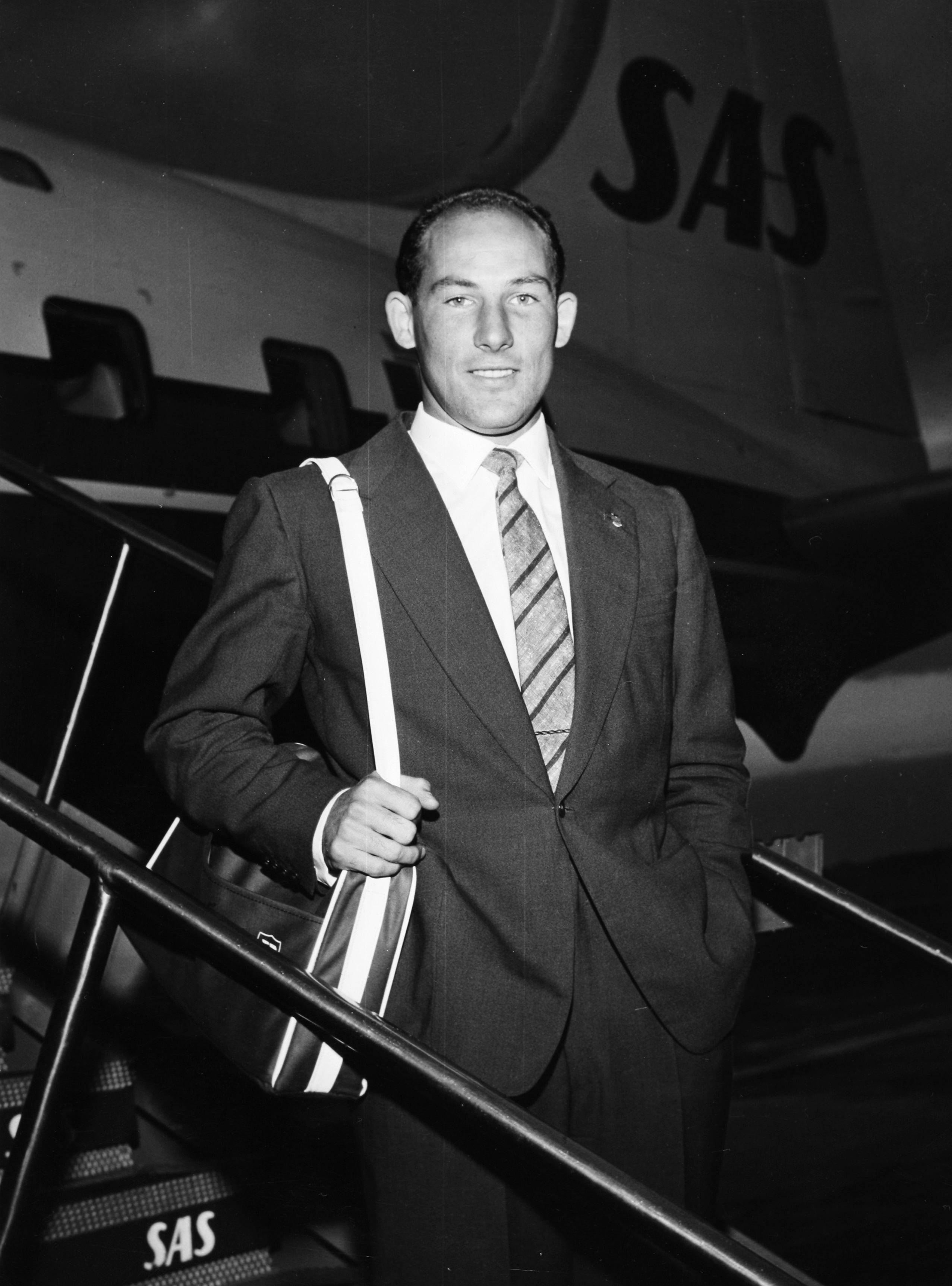
Stirling Moss partira une nouvelle fois en pole position.

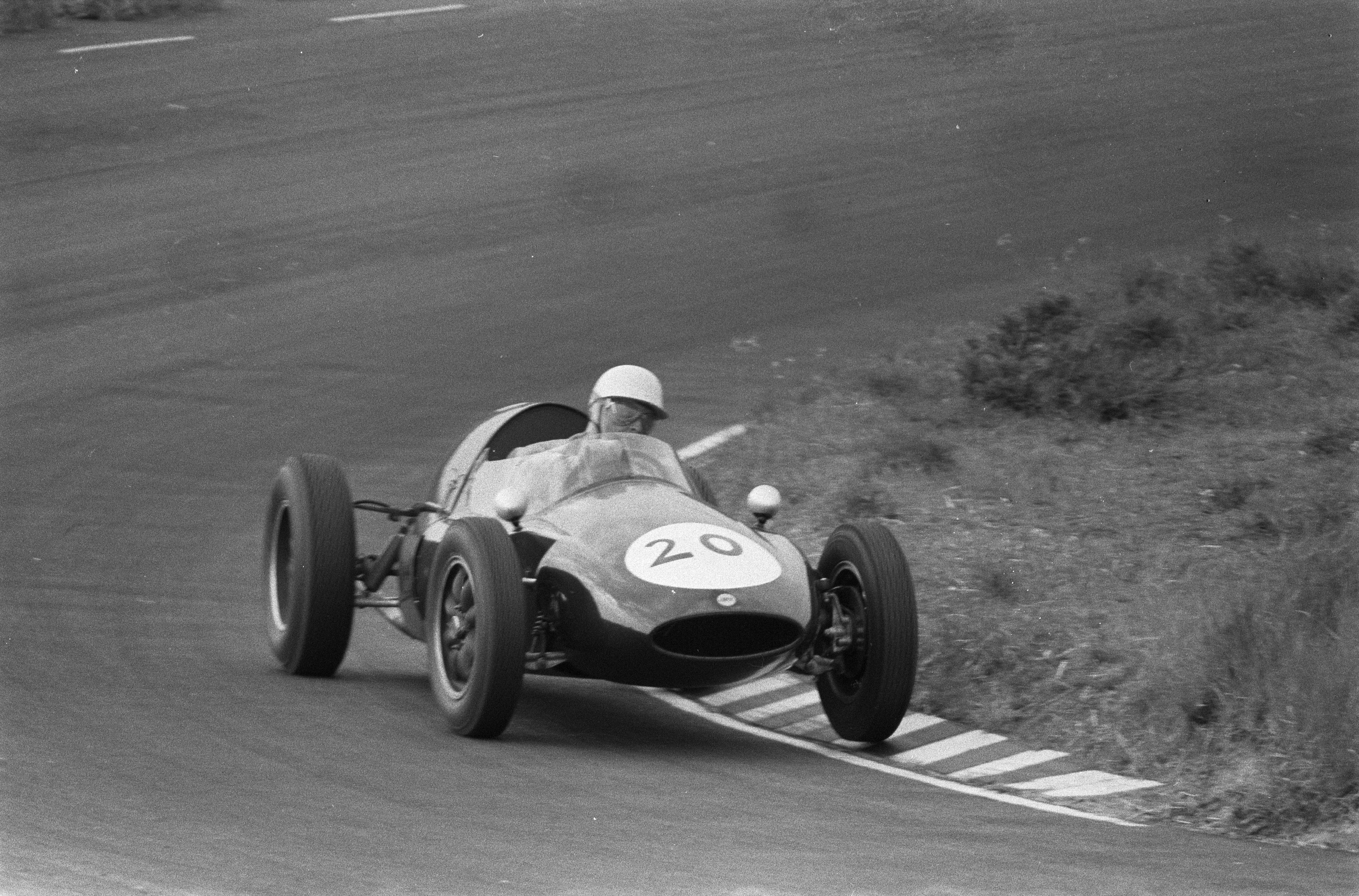
Les forfaits de quatre des pilotes qualifiés vont permettre à Carel Godin de Beaufort de prendre part à son épreuve nationale ; il s'élancera en fond de grille au volant de sa Cooper F2.

| 1re ligne | Pos. 3                       |                                 | Pos. 2                       |                                 | Pos. 1                   |
|           | Ireland Lotus 1 min 33 s 9   |                                 | Brabham Cooper 1 min 33 s 4  |                                 | Moss Lotus 1 min 33 s 2  |
| 2e ligne  |                              | Pos. 5                          |                              | Pos. 4                          |                          |
|           |                              | G. Hill BRM 1 min 35 s 1        |                              | Bonnier BRM 1 min 34 s 3        |                          |
| 3e ligne  | Pos. 8                       |                                 | Pos. 7                       |                                 | Pos. 6                   |
|           | Stacey Lotus 1 min 35 s 4    |                                 | Bristow Cooper 1 min 35 s 3  |                                 | Gurney BRM 1 min 35 s 2  |
| 4e ligne  |                              | Pos. 10                         |                              | Pos. 9                          |                          |
|           |                              | Brooks Cooper 1 min 36 s 0      |                              | McLaren Cooper 1 min 35 s 7     |                          |
| 5e ligne  | Pos. 13                      |                                 | Pos. 12                      |                                 | Pos. 11                  |
|           | P. Hill Ferrari 1 min 36 s 4 |                                 | Ginther Ferrari 1 min 36 s 3 |                                 | Clark Lotus 1 min 36 s 3 |
| 6e ligne  |                              | Pos. 15                         |                              | Pos. 14                         |                          |
|           |                              | Trips Ferrari 1 min 36 s 7      |                              | Taylor Cooper 1 min 36 s 4      |                          |
| 7e ligne  |                              | Pos. 17                         |                              | Pos. 16                         |                          |
|           |                              | Beaufort Cooper F2 1 min 41 s 7 |                              | Trintignant Cooper 1 min 38 s 5 |                          |

## Déroulement de la course

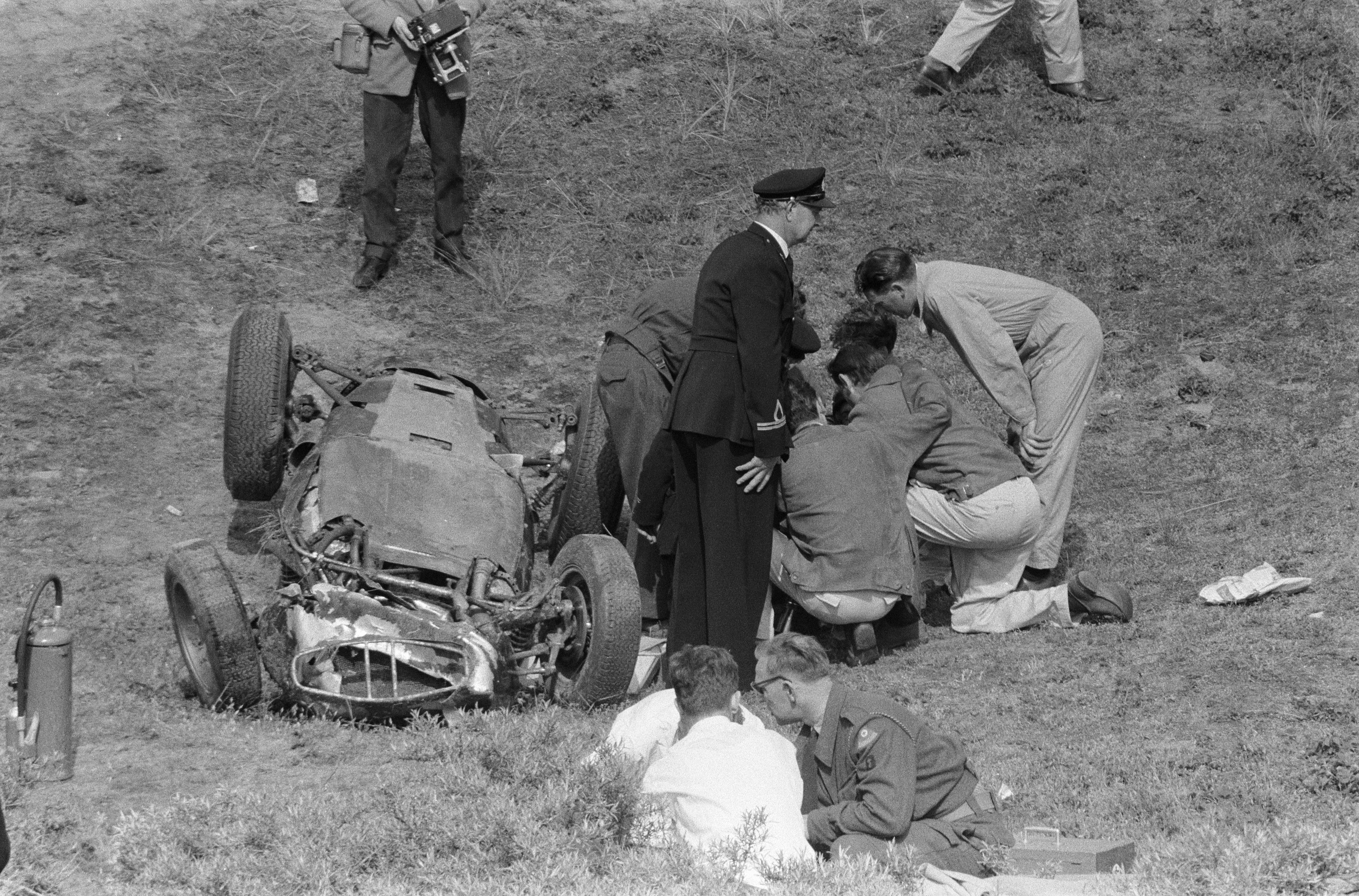
Une rupture de la commande du frein arrière sur la BRM de Gurney a résulté en une dramatique sortie de route au douzième tour.

Il pleut le matin du lundi de Pentecôte mais vers midi le soleil fait son apparition et la piste est sèche au moment du départ, donné devant plus de quatre-vingt mille spectateurs. Jack Brabham (Cooper) effectue un démarrage parfait et au premier virage vire en tête juste devant les trois Lotus de Stirling Moss, Innes Ireland et Alan Stacey et la BRM de Joakim Bonnier. Roues dans roues, Brabham et Moss se détachent rapidement du reste du peloton, emmené par Ireland et Stacey qui se disputent âprement la troisième place. Derrière, Phil Hill, qui sur sa Ferrari a pris un très beau départ depuis la cinquième ligne de la grille, dépasse Bonnier, dont la voiture ne semble pas donner son maximum, avant la fin du premier tour. Au second passage devant les stands, alors que Brabham et Moss comptent déjà plusieurs secondes d'avance sur Stacey, qui vient de passer Ireland, alors que Bruce McLaren (Cooper) a dépassé coup sur coup Bonnier et Phil Hill pour s'emparer de la cinquième place. Le Néo-Zélandais ne va cependant pas bénéficier longtemps de son début de course prometteur, un joint de cardan défaillant causant son abandon au début du neuvième tour. Brabham et Moss comptent alors une quinzaine de secondes d'avance sur Ireland et Stacey, toujours en pleine bagarre ; c'est maintenant Dan Gurney (BRM) qui occupe la cinquième place devant la Cooper de Chris Bristow, dont le moteur va serrer quelques kilomètres plus loin. La course de Gurney ne va guère durer plus longtemps : alors qu'il va aborder l'épingle de Tarzan pour la douzième fois, le frein arrière défaille et la BRM sort brutalement de la piste avant de se retourner, tuant au passage un spectateur qui avait eu la malencontreuse idée de se glisser sous une barrière pour mieux profiter du spectacle, et en blessant plusieurs autres. Le pilote est choqué mais ne souffre que d'une blessure au bras droit.

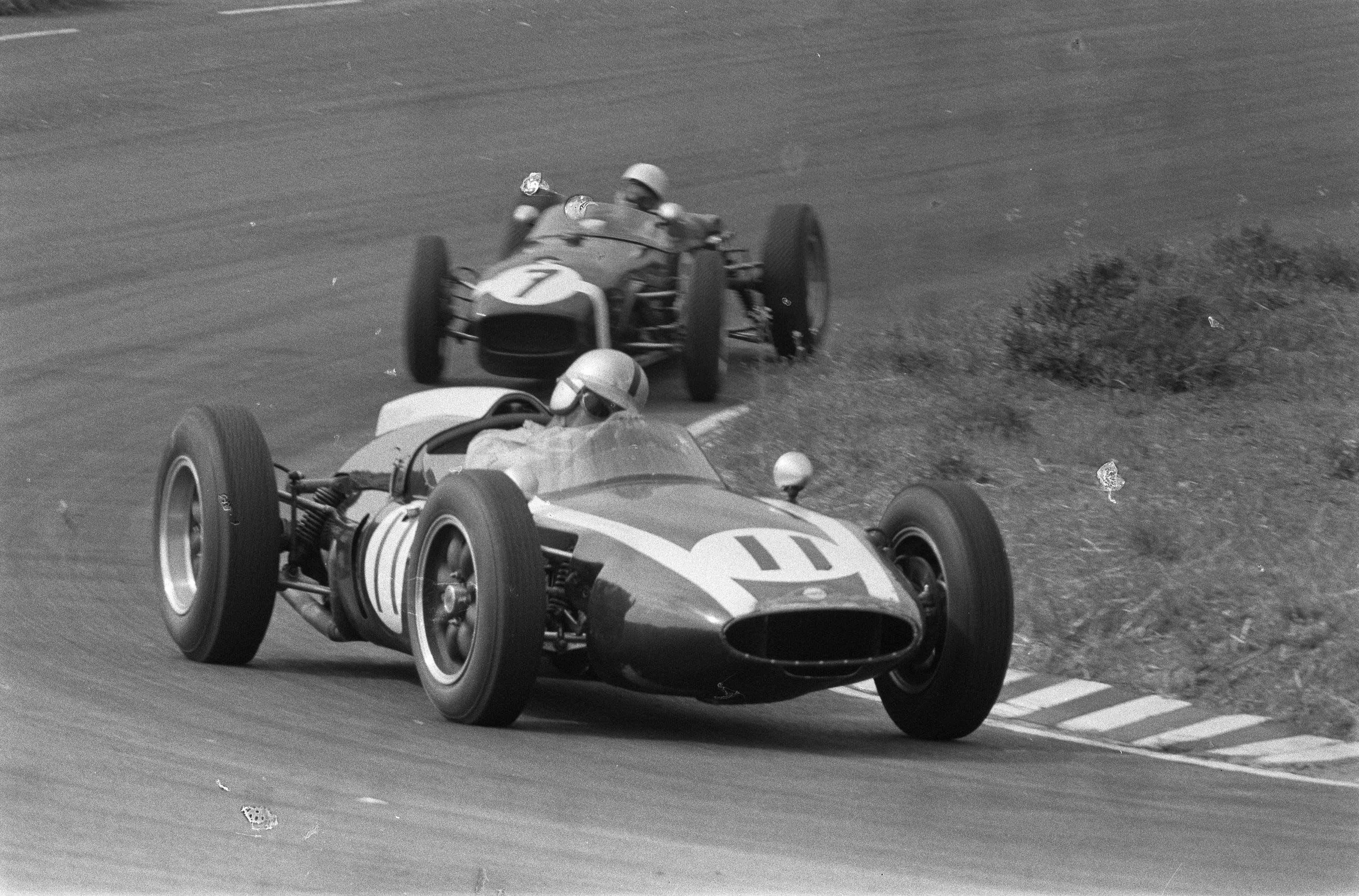
La Cooper de Brabham en tête juste devant la Lotus de Moss, un ordre immuable durant le premier quart de la course.

L'épreuve continue cependant, et Moss commence à se montrer très pressant dans les roues de Brabham. Au cours du dix-septième tour, celui-ci sort un peu large d'une courbe et sa roue arrière mord la bordure de pierre, projetant un pavé dans une roue avant de Moss ; le pneu éclate aussitôt mais le pilote britannique parvient à maintenir sa monoplace en piste et à rallier son stand, où son équipe mettra près de trois minutes à remplacer la jante, fixée par goujons et non par papillon à serrage rapide. Moss a chuté à la douzième place, avec deux tours de retard sur Brabham qui caracole maintenant seul en tête, loin devant Ireland et Stacey. Les incidents de course ont permis à Graham Hill d'accéder à la quatrième place, le pilote BRM étant toutefois directement menacé par la Lotus de Jim Clark, le jeune pilote écossais effectuant des débuts très prometteurs.
Les tours s'enchaînent sans apporter de changement dans le haut du classement, Brabham gérant parfaitement son avance sur Ireland qui semble avoir pris un avantage définitif sur son coéquipier Stacey. Derrière, Graham Hill et Clark se battent continuellement pour la quatrième place. Mais l'intérêt se porte sur Moss, reparti le couteau entre les dents, qui effectue une sensationnelle remontée, tournant deux à trois secondes au tour plus vite que tous ses adversaires. Après s’être dédoublé de Brabham, il ne compte plus qu'un tour de retard et se rapproche rapidement de Bonnier, alors neuvième. Il parvient à dépasser le pilote suédois avant la mi-course, et s'emploie à rattraper les trois Ferrari de Wolfgang von Trips, Richie Ginther et Phil Hill. Brabham a toujours la situation bien en main, hors de portée des Lotus d'Ireland et Stacey. Clark, qui était parvenu à déborder Graham Hill, n'a pu se maintenir longtemps en quatrième position, le pilote BRM l'ayant repassé deux boucles plus tard. Moss va parvenir à rejoindre et déborder Phil Hill au quarante-et-unième tour, peu avant que Clark n'abandonne, transmission hors d'usage. Ginther et Trips ne résisteront guère plus longtemps au champion anglais, qui se retrouve cinquième à vingt tours de l'arrivée, et bientôt quatrième lorsque Stacey se voit également trahi par la transmission de sa Lotus, alors que la troisième place lui semblait acquise. Si Brabham et Ireland sont inaccessibles, Moss peut encore espérer combler les cinquante secondes qui le séparent de Graham Hill, maintenant troisième. Il tourne de plus en plus vite et passe une seconde fois Brabham, qui se contente de maintenir une vingtaine de secondes d'avance sur Ireland. Moss reprend trois à quatre secondes au tour sur la BRM qui le précède, mais Hill ne commet aucune faute et lors de l'avant-dernier passage devant les stands l'écart est de huit secondes. Malgré un dernier tour record à près de 161 km/h de moyenne, Moss va échouer à un peu moins de quatre secondes de son compatriote, au terme d'une prestation qui a tenu le public en haleine durant une heure et demie. Malchanceux en début de saison, Brabham obtient sa première victoire mondiale de l'année, devant Ireland et Graham Hill ; grâce à sa méritoire quatrième place, Moss revient à seulement trois points de McLaren au classement provisoire du championnat.

### Classements intermédiaires
Classements intermédiaires des monoplaces aux premier, troisième, cinquième, dixième, quinzième, vingtième, vingt-cinquième, trentième, quarantième, cinquantième et soixantième tours.

### Classement de la course

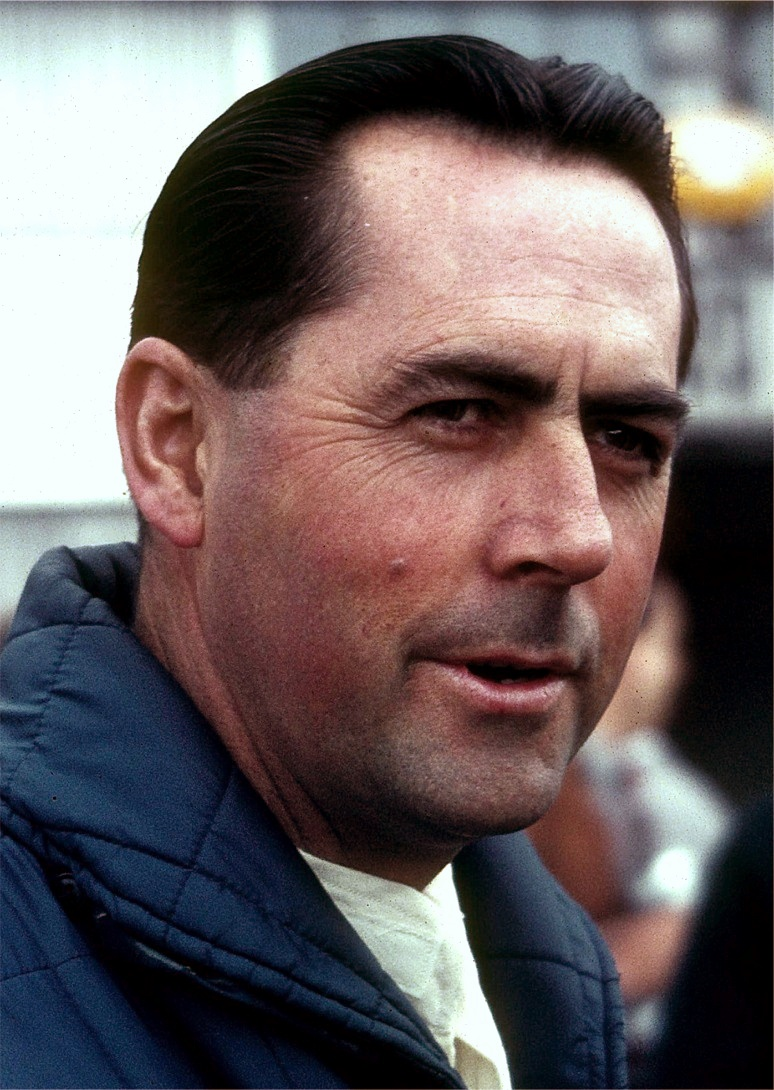
Première victoire de la saison pour le champion du monde Jack Brabham.

| Pos  | No | Pilote                  | Écurie          | Tours | Temps/Abandon     | Grille | Points |
| ---- | -- | ----------------------- | --------------- | ----- | ----------------- | ------ | ------ |
| 1    | 11 | Jack Brabham            | Cooper-Climax   | 75    | 2 h 01 min 47 s 2 | 2      | 8      |
| 2    | 4  | Innes Ireland           | Lotus-Climax    | 75    | + 24 s 0          | 3      | 6      |
| 3    | 16 | Graham Hill             | BRM             | 75    | + 56 s 6          | 5      | 4      |
| 4    | 7  | Stirling Moss           | Lotus-Climax    | 75    | + 57 s 7          | 1      | 3      |
| 5    | 2  | Wolfgang von Trips      | Ferrari         | 74    | + 1 tour          | 15     | 2      |
| 6    | 3  | Richie Ginther          | Ferrari         | 74    | + 1 tour          | 12     | 1      |
| 7    | 10 | Henry Taylor            | Cooper-Climax   | 70    | + 5 tours         | 14     |        |
| 8    | 20 | Carel Godin de Beaufort | Cooper-Climax   | 69    | + 6 tours         | 18     |        |
| Abd. | 5  | Alan Stacey             | Lotus-Climax    | 57    | Transmission      | 8      |        |
| Abd. | 14 | Jo Bonnier              | BRM             | 54    | Moteur            | 4      |        |
| Abd. | 1  | Phil Hill               | Ferrari         | 54    | Moteur            | 13     |        |
| Abd. | 6  | Jim Clark               | Lotus-Climax    | 42    | Transmission      | 11     |        |
| Abd. | 18 | Maurice Trintignant     | Cooper-Maserati | 39    | Boîte de vitesses | 17     |        |
| Abd. | 15 | Dan Gurney              | BRM             | 11    | Accident          | 6      |        |
| Abd. | 8  | Chris Bristow           | Cooper-Climax   | 9     | Moteur            | 7      |        |
| Abd. | 12 | Bruce McLaren           | Cooper-Climax   | 8     | Joint de cardan   | 9      |        |
| Abd. | 9  | Tony Brooks             | Cooper-Climax   | 4     | Boîte de vitesses | 10     |        |
| Np.  | 17 | Roy Salvadori           | Aston Martin    |       | Non partant       |        |        |
| Np.  | 19 | Masten Gregory          | Cooper-Maserati |       | Non partant       |        |        |
| Np.  | 21 | Lance Reventlow         | Scarab          |       | Non partant       |        |        |
| Np.  | 22 | Chuck Daigh             | Scarab          |       | Non partant       |        |        |

Légende:
- Abd.=Abandon

### Pole position et record du tour
- Pole position :  Stirling Moss en 1 min 33 s 2 (vitesse moyenne : 161,961 km/h). Temps réalisé lors de la séance d'essais du dimanche 5 juin[12].
- Meilleur tour en course :  Stirling Moss en 1 min 33 s 8 (vitesse moyenne : 160,925 km/h) au soixante-quinzième tour.

### Tours en tête
- Jack Brabham : 75 (1-75)

## Classement général à l'issue de la course
- Attribution des points : 8, 6, 4, 3, 2, 1 respectivement aux six premiers de chaque épreuve.
- Pour la coupe des constructeurs, même barème mais seule la voiture la mieux classée de chaque équipe inscrit des points. Les 500 miles d'Indianapolis ne sont pas pris en compte pour cette coupe, la course n'étant pas ouverte aux monoplaces de formule 1.
- Seuls les six meilleurs résultats sont comptabilisés.
- Le règlement permet aux pilotes de se relayer sur une même voiture, les points éventuellement acquis étant alors perdus pour pilotes et constructeur[12].

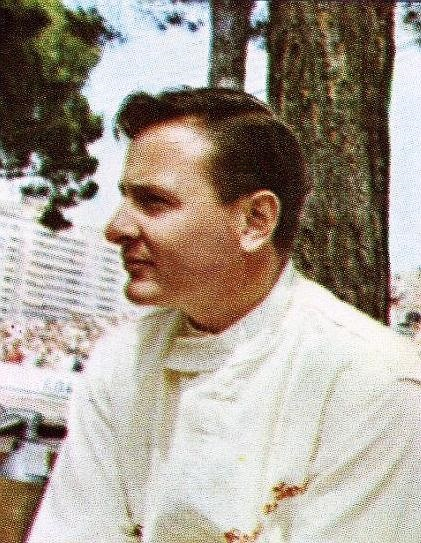
Malgré son abandon aux Pays-Bas, Bruce McLaren conserve la tête du championnat.

| Pos. | Pilote             | Écurie   | Points | ARG | MON | 500 | NL | BEL | FRA | GBR | POR | ITA | USA |
| ---- | ------------------ | -------- | ------ | --- | --- | --- | -- | --- | --- | --- | --- | --- | --- |
| 1    | Bruce McLaren      | Cooper   | 14     | 8   | 6   | -   | -  |     |     |     |     |     |     |
| 2    | Stirling Moss      | Lotus    | 11     | -   | 8   | -   | 3  |     |     |     |     |     |     |
| 3    | Jim Rathmann       | Watson   | 8      | -   | -   | 8   | -  |     |     |     |     |     |     |
|      | Jack Brabham       | Cooper   | 8      | -   | -   | -   | 8  |     |     |     |     |     |     |
| 5    | Innes Ireland      | Lotus    | 7      | 1   | -   | -   | 6  |     |     |     |     |     |     |
| 6    | Cliff Allison      | Ferrari  | 6      | 6   | -   | -   | -  |     |     |     |     |     |     |
|      | Rodger Ward        | Watson   | 6      | -   | -   | 6   | -  |     |     |     |     |     |     |
| 8    | Phil Hill          | Ferrari  | 4      | -   | 4   | -   | -  |     |     |     |     |     |     |
|      | Paul Goldsmith     | Epperly  | 4      | -   | -   | 4   | -  |     |     |     |     |     |     |
|      | Graham Hill        | BRM      | 4      | -   | -   | -   | 4  |     |     |     |     |     |     |
|      | Wolfgang von Trips | Ferrari  | 4      | 2   | -   | -   | 2  |     |     |     |     |     |     |
| 12   | Carlos Menditéguy  | Cooper   | 3      | 3   | -   | -   | -  |     |     |     |     |     |     |
|      | Tony Brooks        | Cooper   | 3      | -   | 3   | -   | -  |     |     |     |     |     |     |
|      | Don Branson        | Phillips | 3      | -   | -   | 3   | -  |     |     |     |     |     |     |
| 15   | Joakim Bonnier     | BRM      | 2      | -   | 2   | -   | -  |     |     |     |     |     |     |
|      | Johnny Thomson     | Lesovsky | 2      | -   | -   | 2   | -  |     |     |     |     |     |     |
|      | Richie Ginther     | Ferrari  | 2      | -   | 1   | -   | 1  |     |     |     |     |     |     |
| 18   | Eddie Johnson      | Trevis   | 1      | -   | -   | 1   | -  |     |     |     |     |     |     |

| Pos. | Écurie          | Points | ARG | MON | 500 | NL | BEL | FRA | GBR | POR | ITA | USA |
| ---- | --------------- | ------ | --- | --- | --- | -- | --- | --- | --- | --- | --- | --- |
| 1    | Cooper-Climax   | 22     | 8   | 6   | -   | 8  |     |     |     |     |     |     |
| 2    | Lotus-Climax    | 15     | 1   | 8   | -   | 6  |     |     |     |     |     |     |
| 3    | Ferrari         | 12     | 6   | 4   | -   | 2  |     |     |     |     |     |     |
| 4    | BRM             | 6      | -   | 2   | -   | 4  |     |     |     |     |     |     |
| 5    | Cooper-Maserati | 3      | 3   | -   | -   | -  |     |     |     |     |     |     |

## À noter
- 3e victoire en championnat du monde pour Jack Brabham.
- 9e victoire en championnat du monde pour Cooper en tant que constructeur.
- 10e victoire en championnat du monde pour Climax en tant que motoriste.
- En raison d'un désaccord avec les organisateurs sur le versement de primes d'engagement, Chuck Daigh (Scarab), Lance Reventlow (Scarab), Roy Salvadori (Aston Martin) et Masten Gregory (Scuderia Centro-Sud) renoncent à prendre le départ.
- Parti avec peu de carburant, Maurice Trintignant est parvenu à se hisser en dixième position au cours de la première moitié de la course, s'octroyant ainsi le versement d'une prime de départ en vertu d'un accord passé la veille avec les organisateurs[8].